# Cropredy
Cropredy è un villaggio dell'Oxfordshire, in Inghilterra.